# 槇原耕太郎
槇原 耕太郎（まきはら こうたろう、1961年10月1日 - ）は、日本の国税官僚、税理士。広島国税局長、国税庁徴収部長を経て、全国法人会総連合特別参与事務局長、丹青社取締役。

## 人物・経歴
埼玉県出身。1986年東京学芸大学教育学部卒業、国税庁入庁。1993年仙台国税局一関税務署長。2001年国際観光振興機構パリ観光宣伝事務所次長。2006年東京国税局査察部次長。2008年名古屋国税局査察部長。2010年大阪国税局査察部長。
2011年東京国税局調査第一部長。2014年から国税庁長官官房広報広聴官を務め、2015年に最高裁判所で外れ馬券は経費となるとの判断が出されたことを受け、「見解と異なる判断が下された点については謙虚に受け止め、今後とも適正な課税に努めてまいりたい」とのコメントを出した。
2015年大阪国税局総務部長。2016年国税庁課税部個人課税課長。2017年税理士資格取得。2018年国税庁課税部課税総括課長。2019年から広島国税局長を務め、酒類のブランド化支援や、軽減税率の導入などにあたった。2020年国税庁徴収部長。2021年退職、全国法人会総連合特別参与事務局長。2022年丹青社取締役（監査等委員）、東京法人会連合会専務理事、東法連特定退職金共済会専務理事。